# Polystichum makinoi
Polystichum makinoi là một loài thực vật có mạch trong họ Dryopteridaceae. Loài này được (Tagawa) Tagawa miêu tả khoa học đầu tiên năm 1936.